# Via Santo Spirito
Via Santo Spirito è una strada urbana del centro di Firenze, situata in Oltrarno, più o meno parallela al fiume, tra piazza dei Frescobaldi (angolo via Maggio) e piazza Nazario Sauro (angolo via dei Serragli). Lungo il tracciato si innestano via del Presto di San Martino, via de' Coverelli (con il canto de' Vettori), via de' Geppi e via Maffia. La strada è inoltre da considerarsi il tratto intermedio del tracciato che dalla coscia del Ponte Vecchio conduce fino alla porta San Frediano, tramite borgo San Jacopo, via Santo Spirito e borgo San Frediano. 

## Storia
La denominazione è in riferimento alla vicina presenza dell'omonima basilica dei frati agostiniani, il cui convento confinava con la via, in particolare il retro della basilica e gli orti.
In epoca medievale la strada era relativamente periferica e tortuosa, tanto da appellarsi "fondaccio", ma con l'ampliamento delle mura e soprattutto con la creazione della imponente basilica brunelleschiana, la zona divenne tra le più ambite dal patriziato fiorentino, che qui iniziò a erigere una serie di palazzi gentilizi. Gli abitanti della strada si opposero al progetto del Brunelleschi di ruotare il senso della basilica ponendo la facciata su una piazza affacciata sull'Arno, che avrebbe comportato la distruzione delle loro proprietà.
Oggi entrambi i lati sono occupati da importanti dimore storiche dall'aspetto sobrio e severo tipico dell'architettura civile fiorentina; in particolare i palazzi sul lato nord si affacciano anche sul lungarno, dal lato opposto, e furono spesso risistemanti nell'Ottocento quando furono allestite le passeggiate lungo il fiume. Con deliberazione del consiglio comunale del settembre 1866 il termine 'fondaccio', precedentemente in uso e a lungo rimasto nel parlato, fu cambiato in quello di 'via'.

## Descrizione

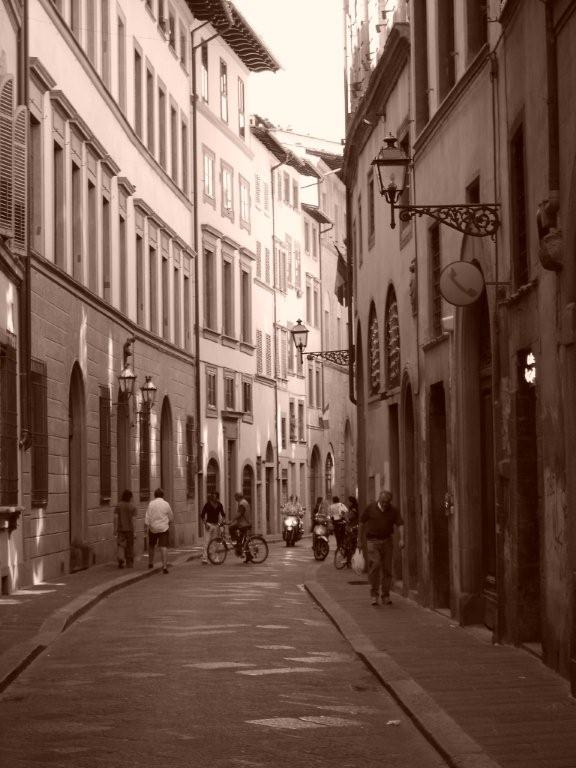
Veduta della strada

Del tracciato ha lasciato una affettuosa testimonianza Aldo Palazzeschi, che qui ha passato parte dell'infanzia, ricordando la strada come "armoniosa, rimasta testimone severo di una vita d'altro stile, e dove le grandi e bellissime case non fanno vergognare le piccole e modeste, né quelle si sentono da quelle umiliate". A distanza di circa ottant'anni da questo scritto la strada non sembra aver subito cambiamenti sostanziali e soprattutto non sembra aver perso quel carattere antico e armonioso, anche grazie allo scarso traffico che la interessa e che, nonostante si sia in pieno centro, le consente di mantenersi silenziosa e appartata. Segnata da una serie di nobili palazzi (il riferimento di Aldo Palazzeschi alle più modeste case è da intendersi come riferito essenzialmente agli edifici delle traverse) presenta facciate che rimandano - nonostante gli interventi sette e ottocenteschi - alla tradizione architettonica fiorentina quattro/cinquecentesca. Anche i fondi destinati ad attività commerciali contribuiscono al decoro dello spazio, ospitando laboratori artigianali o negozi tradizionali e storici. Per quanto detto la strada è da considerare di eccezionale valore urbanistico, storico e artistico.

### Edifici
Partendo da piazza Frescobaldi al numero 4 si incontra la facciata posteriore di palazzo Capponi-Vettori, affiancato da palazzo Segni dove nel 1558 morì lo storico Bernardo Segni.
Sul lato opposto, si trovano palazzo Venturi Magalotti, dove visse il letterato Lorenzo Magalotti, e l'elegante palazzo Machiavelli, caratterizzato dagli sporti sul lato sinistro. All'angolo con via de' Coverelli si trova il palazzo Coverelli, con graffiti sul prospetto laterale. Seguono palazzo Frescobaldi (11-13), dal giardino interno che dà sull'abside di Santo Spirito, e la Casa Pitti (15), cinquecentesca, con resti di affreschi di Bernardino Poccetti nell'atrio, un tempo collocati sulla facciata. Sul lato opposto si trova l'ingresso posteriore di palazzo Bardi-Guicciardini, noto per il giardino pensile con vista sull'Arno. 
All'angolo con via Geppi si vede il retro di palazzo Lanfredini nel quale è incassata l'antica torre di famiglia. Al 23 palazzo Manetti, caratterizzato dalla facciata quattrocentesca in pietra forte e dall'amplissimo portale, nel settecento fu sede della legazione britannica a Firenze. Memorabili le feste dell'ambasciatore Horace Mann nel salone del piano nobile, con illustri invitati dalla nobiltà europea di passaggio a Firenze, al giovane Mozart. Degno di nota il cortile con capitelli scolpiti in pietra serena.
Al 32 una targa ricorda Francesco Ferrucci, che qui sarebbe nato il 14 agosto 1489. Al 58 rosso si trova il palazzetto Medici, con l'inconfondibile stemma con le "palle", e all'angolo con via de' Serragli chiude la via palazzo Rinuccini, opera di Giovanni Caccini e Ludovico Cigoli, che conserva all'interno ricche decorazioni, tra cui a un teatro privato del XVIII secolo.
| Immagine | N°       | Nome                             | Descrizione |
| -------- | -------- | -------------------------------- | --- |
|          | 1r       | Palazzo Pitti Mannelli           | Il palazzo costituisce un compatto blocco tra via Maggio, via Santo Spirito e via del Presto di San Martino, con al piano terreno un paramento a pietraforte a vista e i piani superiori intonacati. Sul fronte principale che guarda a via Maggio, al centro del primo piano, è una nicchia che contiene un grande busto di Francesco I, opera attribuita a Baccio Bandinelli ma presumibilmente da ricondurre al suo allievo Giovanni Bandini. Sotto al ricorso, ai lati del fronte, sono due scudi araldici. |
|          | 2r       | Casa Frescobaldi                 | La casa ha un prospetto frutto di una riconfigurazione databile ai primi decenni dell'Ottocento e si sviluppa a guardare la piazza con cinque piani più un mezzanino e un corpo in soprelevazione. In prossimità della cantonata con via Santo Spirito è uno scudo con l'arme dei Frescobaldi (troncato d'oro e di rosso, a tre rocchi di scacchiere d'argento), a confermare il lungo primato di questa famiglia sulla piazza. Dal lato opposto del fronte è un ulteriore scudo, che potrebbe essere interpretato come riferibile alla famiglia Bocchi (d'azzurro, all'albero sradicato al naturale, sostenuto da due leoni affrontati d'oro). |
|          | 2        | Casa Visconti                    | Si tratta di un edificio a quattro piani, i superiori privi di particolare interesse architettonico, il terreno segnato da conci di pietra, con varie buche pontaie e due grandi fornici ad arco ribassato parzialmente tamponati ad occupare in larghezza l'intero fronte, quello a sinistra utilizzato per l'attuale e più modesto ingresso alla casa, comunque incorniciato da elementi in pietra secondo una tipologia sei/settecentesca. Per i caratteri del terreno l'edificio è stato segnalato da Gian Luigi Maffei nel suo mostrare evidenti tracce dell'originaria costruzione riconducibile alla tipologia della casa corte mercantile, "con loggia a doppio fornice e sbalzo tagliato... che ci dà la sensazione dell'assetto che tutta la strada doveva avere prima delle trasformazioni". Nella casa abitò, nei primi anni del Novecento (quando lo stabile era ancora legato alla proprietà Visconti dell'edificio su piazza de' Frescobaldi 4), lo scrittore, giornalista e critico della letteratura Giuseppe Antonio Borgese. |
|          | 4        | Palazzo di Ludovico Capponi      | In questo luogo esistevano probabilmente già nel Trecento case di proprietà dei Capponi volte verso i fondacci di Santo Spirito. Nel Cinquecento le proprietà erano passate ai Vettori, il cui rapporto di parentela con i primi era stato rafforzato con il matrimonio, peraltro contrastato, celebrato nel 1557 tra Maddalena Vettori e Ludovico Capponi. Quest'ultimo, sempre sul lato di via Santo Spirito, eresse in memoria dell'unione una nuova facciata (1559), promuovendo anche negli interni importanti lavori, tra i quali la realizzazione di un grande salone con un maestoso camino e interamente affrescato da Bernardino Poccetti tra il 1583 e il 1590. Per quanto riguarda l'affaccio su via Santo Spirito (attribuito tradizionalmente ora a Bartolomeo Ammannati ora a Bernardo Buontalenti), è notevole la raffinatezza del disegno, la ricchezza dell'ornamentazione e la qualità esecutiva dei suoi dettagli. Attualmente, pur mantenendo quell'armonia nel disegno d'insieme, molti degli elementi in pietra presentano le superfici erose. Sugli architravi delle finestre del piano nobile ricorre la scritta "Ludovicus Caponius". Al centro della cornice marcadavanzale delle stesse è uno dei mazzetti di rami di ulivo già richiamati, legati con un nastro sul quale permangono tracce del motto "Optata", con riferimento alla moglie tanto "desiderata". |
|          | 1        | Palazzo Venturi Magalotti        | L'edificio fu oggetto di lavori promossi dal 1703 da Lorenzo Magalotti, in particolare relativi alla costruzione di due fontane da erigersi nel cortile. Sempre in questo stesso periodo il palazzo si sarebbe arricchito in due ambienti interni di affreschi con le personificazioni di Flora e Aurora, dovuti ai fratelli Giuseppe e Francesco Melani. Per quanto riguarda il fronte (che attualmente si articola su tre piani per sei assi) si segnala sul portone uno scudo scalpellato ma ancora leggibile come un tempo recante l'arme dei Venturi. Un altro scudo si trova sulla finestra al terreno all'estrema sinistra, ma presenta il campo scalpellato in modo da rendere illeggibile l'arme. |
|          | 6        | Palazzo Segni                    | Già appartenente alla famiglia Reali, passò ai Segni, che lo abitò nel Cinquecento e a cui l'edificio deve una certa celebrità, per quanto limitata al ricordo di come in questi ambienti morisse, nel 1558, il celebre storico Bernardo Segni. In seguito fu dei Sannini (da metà Ottocento) e dei Poccianti. Presenta un prospetto con caratteri propri della tradizione fiorentina rinascimentale e, pur nel rispetto degli stilemi di quel periodo, il fronte si mostra nei modi assunti a seguito di un intervento più tardo, presumibilmente sei/settecentesco. Si sviluppa su cinque assi per tre piani più un mezzanino, quest'ultimo frutto di una soprelevazione, con quelli centrali scanditi orizzontalmente da marcadavanzale su cui si allineano le finestre incorniciate da ghiere in pietra sbozzata che formano un disegno a raggiera, con punta a "goccia". Al piano terreno è un imponente portone. |
|          | 3        | Palazzo Vettori di Santo Spirito | L'edificio è parte di un gruppo di case già di proprietà dei Vettori, che con i Capponi, ugualmente legati alla zona per via delle molte proprietà, avevano "comunione commerciale" e legami matrimoniali. Il prospetto di questo edificio principale mostra la parte basamentale segnata da grossi blocchi di pietra a vista, con due ampie arcate ora parzialmente tamponate, quella a destra adattata con un nuovo portale (attualmente frammentario a seguito dei lavori tesi a riportare in luce l'antico parato in pietra) databile al Settecento. Sulla cantonata è, in alto, uno scudo con l'arme policroma dei Vettori, che si vuole opera di Maso di Bartolomeo del 1450. |
|          | 5-7      | Palazzo Machiavelli              | La famiglia Machiavelli risiedeva prevalentemente nell'attuale via Guicciardini, ma possedeva fin dalla prima metà del XV secolo alcuni fabbricati all'inizio di via Santo Spirito, detta allora il "Fondaccio". Nel 1340 fu iniziata, all'angolo con la via de' Coverelli, l'edificazione di un grande palazzo, l'unico che la famiglia abbia mai avuto a Firenze. La costruzione doveva essere terminata nel 1427. Qui visse per un certo periodo anche Niccolò Machiavelli. La proprietà rimase della famiglia e successivamente pervenne, insieme ad altri beni, ai Rangoni che assunsero il cognome Machiavelli. Fu poi dei Barberini, e verso la metà del XIX secolo fu del conte Antonio Falardeu, figlio nato dal matrimonio contratto nel 1861 tra il pittore canadese Antoine Sébastien Falardeau (1822-1889) con Caterina Mannucci Benincasa, figlia del marchese Francesco Mannucci Benincasa Capponi. Il conte Antonio vi effettuò importanti restauri terminati nel 1863, come testimonia una lapide apposta nell'androne del palazzo. |
|          | 8        | Palazzo Coverelli                | Costruito attorno alla metà del Quattrocento dalla famiglia Coverelli, l'edificio fu acquistato - forse già ai primi del Cinquecento - dai Capponi, proprietari di altri edifici sulla via. La facciata su via Santo Spirito, a cinque assi, ha semplici finestre architravate: qui resta al cantone uno stemma Capponi. Il fronte più ampio si sviluppa su via de' Coverelli, con una estesa e raffinata decorazione a graffito che si sviluppa lungo via de' Coverelli, su più registri, attribuiti a Bernardo di Stefano Rosselli. |
|          | 9        | Palazzo                          | L'edificio presenta un fronte organizzato su quattro piani per quattro assi, con un quinto posto all'estrema destra con finestre di più piccole dimensioni, forse ottenuto dalla saturazione di un antico chiasso. Sia il portale (decentrato sulla sinistra) sia le finestre (quelle dei piani centrali allineate su una fascia marcadavanzale di vistoso aggetto) sono caratterizzati da incorniciature con vistose bugne a cuscino, di modo che l'insieme appare di una certa imponenza e riconducibile a modi tardo cinquecenteschi o del secolo successivo. La qualità e lo stato dei materiali farebbe tuttavia pensare a significativi interventi ottocenteschi di restauro e integrazione, come la gronda in aggetto con, nella fascia sottostante, un decoro dipinto ad ovuli. Sul limitare destro del fronte è uno stemma scalpellinato dove sembrano leggibili tre spade, forse riconducibili all'arme della faglia Mannelli (a tre spade basse poste in banda e ordinate in sbarra). |
|          | 10       | Casa                             | Si tratta di un edificio con il fronte formato da due corpi di fabbrica di altezza disuguale, o che comunque nel tempo hanno subito vicende diverse. Valutandoli nel loro insieme darebbero il portone collocato in corrispondenza dell'asse centrale, dato che il corpo di sinistra è organizzato su quattro piani per tre assi con l'accesso agli appartamenti posto a destra, e quello di destra su tre piani per due assi. In buona sostanza l'immobile sembrerebbe leggibile come impostato ai fini dell'unificazione delle preesistenze per la creazione di un palazzo, già predisposto con un portale incorniciato in pietra e di adeguato disegno. Ciò che tuttavia qui ci pare interessante segnalare è la presenza al terreno di due basse porte con architravi poggianti su mensole secondo una tipologia trecentesca, a documentare l'antichità delle fabbriche originarie e le molte trasformazioni intercorse nel tempo. Per il resto la facciata è di carattere semplice, con le finestre profilate da fasce tinteggiate a imitazione della pietra. L'insieme è attualmente in cattive condizioni di conservazione. |
|          | 12-14-16 | Palazzo Bardi Guicciardini       | In origine alcune case in questo sito appartenevano alla famiglia Capponi, che furono confiscate dai Medici dopo la seconda congiura dei Pucci del 1575, che vedeva tra i responsabili Roberto Capponi. La proprietà fu quindi data a un fedele della causa medicea, Pandolfo de' Bardi di Vernio, che con l'occasione trasformò il complesso in un grande palazzo, rivolto verso via Santo Spirito, mentre verso il lungarno si estendevano orti e rimesse. La famiglia Bardi tenne il palazzo fino all'estinzione nel 1810, impiantandovi tra l'altro un celebre giardino di rarità botaniche, e quando morì l'ultimo conte Pier Maria e i beni passarono in via ereditaria alla famiglia Guicciardini. Nel corso del XIX secolo i Guicciardini incaricarono Giuseppe Poggi di ristrutturare completamente il palazzo con l'ingresso principale spostato sul Lungarno e la nuova facciata sul fiume ingrandita. La facciata su via Santo Spirito è databile tra la fine del Cinquecento e gli inizi del Seicento ma è di più antica origine: sotto l'intonaco appare, a tutti i piani, la muratura precedente in filaretto. |
|          | 11-13    | Palazzo Frescobaldi              | Fin dal XVI secolo la famiglia Frescobaldi possedeva qui alcuni edifici che furono unificati dando vita all'attuale palazzo, tra il 1621 e il 1644, su iniziativa di Matteo Frescobaldi. Altri lavori si ebbero nel 1712, nell'ambito dei quali si costruì in profondità un basso corpo di fabbrica a collegare il palazzo alla basilica di Santo Spirito, in modo da rendere disponibile un 'coretto' affacciato sulla cappella di famiglia per consentire ai membri della famiglia di "sentir messa senza uscire di casa". Sempre al Settecento risalgono anche vari ambienti signorili interni, decorati con profusione di stucchi e pitture. Al 1850, invece, si data un significativo riordino del vasto immobile ad opera di Giuseppe Poggi. L'attuale configurazione si deve tuttavia a un complesso intervento di restauro condotto dall'architetto Emilio Dori negli anni sessanta del Novecento. Il grande giardino privato sul retro è caratterizzato ora una sistemazione ottocentesca, con una bella collezione di azalee. |
|          | 15       | Casa Pitti                       | L'edificio è stato per lo più noto nell'Ottocento con la denominazione di casa Bucciolini (o Bocciolini), ma vanta un'originaria proprietà dei Pitti. Indicato come opera del Cinquecento (che comunque si deve necessariamente supporre abbia inglobato ben più antiche preesistenze), si è a lungo distinto per la presenza di pitture murali di Bernardino Poccetti sulla facciata che, in cattive condizioni, vennero staccati e restaurati e infine posti nella zona ingresso scale dell'edificio verso gli anni 1960. Sul fronte, a tre assi, segnato al piano terreno da un portone con cornice e architrave in pietra serena affiancato da due passaggi carrabili oggi accessi ad esercizi commerciali, ricorrono in alto due scudi con l'arme dei Pitti. |
|          | 20       | Casa                             | Si tratta di un edificio modesto, con il prospetto su due assi per tre piani più due mezzanini (di cui uno al terreno), da segnalare in ragione dell'intervento che ha portato a vista sul fronte ampi brani di parato in pietra che lasciano leggere il disegno di due arcate ribassate al terreno e di due finestre centinate ai piani superiori, a ricordare l'aspetto che tutta la strada doveva avere prima delle trasformazioni cinque seicentesche. |
|          | 22       | Rimesse Frescobaldi              | La casa a due assi per quattro piani, ha al piano terra un portale carrabile ad arco con pietra e a vista, nella cui chiave di volta si vede uno stemma Frescobaldi: probabilmente era qui una scuderia dell'antistante palazzo Frescobaldi. |
|          | 23-25    | Palazzo Manetti                  | I Manetti costruirono la residenza a partire da preesistenze nel corso del Quattrocento, e la mantennero fino all'estinzione della famiglia, nel 1777. Nel corso del Settecento la residenza fu nota per il fatto di ospitare il diplomatico inglese sir Horace Mann e, soprattutto, nel fare da sfondo ai suoi ricevimenti settimanali che divennero luogo d'incontro deputato della società mondana e intellettuale fiorentina, in parte protagonista del ricco carteggio intrattenuto per ben quarantasei anni (1740-1786) con Horace Walpole, dove descrive minuziosamente tutto quello che avviene a Firenze. Ai primi dell'Ottocento la proprietà passò ai Fumagalli e quindi ai banchieri de' Fresne (du Fresne), che modificarono la facciata e la zona del giardino. |
|          | 27       | Palazzo Graziosi Manetti         | Questo edificio è di pertinenza del palazzo Manetti al quale si affianca e, come il palazzo, risulta affittata dal diplomatico Horace Mann nei lunghi anni della sua permanenza fiorentina. Attualmente il prospetto si mostra su tre piani per quattro assi, con la parte basamentale segnata da varie bucature poste asimmetricamente, e le finestre del piano nobile incorniciate da bugne di notevole rilievo e allineate su una cornice marcadavanzale sempre di notevole aggetto. Il portale è centinato incorniciato da bugne sporgenti dai giunti convergenti. Ai lati di esso si notano i segno di un "rifugio" secondo la segnaletica dell'UNPA durante la seconda guerra mondiale e una finestrella con una grata che ha un foro allargato per fa passere i fischi di vino che vi si dovevano vendere direttamente dai possedimenti della famiglia: si tratta in tutto e per tutto di una buchetta del vino. Dopo un lungo androne voltato a botte si accede a un cortile rinascimentale, con archi retti da colonne su tre lati. |
|          | 40r      | Torre dei Lanfredini             | L'edificio nasce come torre eretta dai Lanfredini presumibilmente fra la fine del Duecento e gli inizi del Trecento, circondata da case della consorteria e aperta, al piano terreno, a modo di loggia. Nel Cinquecento, avendo la famiglia oramai acquisito una nuova e più confacente residenza l'edificio perse progressivamente di importanza e subì varie trasformazioni, in particolare alla fine del Settecento, quando gli ambienti interni furono suddivisi in piccoli appartamenti e, per risolvere alcuni problemi statici, l'edificio (già abbassato in precedenza rispetto alla configurazione originaria) fu portato all'altezza attuale, perdendo probabilmente in questa occasione le volte del secondo piano. Acquistata dall'antiquario ed editore Alberto Bruschi negli anni 1980, la torre è stata oggetto di un lungo e paziente intervento di restauro che, oltre a recuperare il carattere trecentesco del fronte, ha portato alla luce negli interni lacerti delle decorazioni antiche (in vari casi con l'arme dei Lanfredini) e, nell'insieme, restituito dignità a tutto l'edificio. |
|          | 26       | Casa                             | La facciata è articolata in due distinti corpi: a sinistra è una fabbrica su quattro piani più un mezzanino per due assi, intonacata ma profilata da conci di pietra, sulla quale emergono al centro due pilastrini trecenteschi recuperati dall'antica muratura; a destra, a determinare la cantonata con via de' Geppi, il fronte è a un solo asse e, al terreno, l'accesso è caratterizzato da un arco a sesto acuto in pietra, sempre isolato sulle superfici intonacate. Tutti i fronti sono stati recentemente oggetto di manutenzione e ritinteggiatura e, a seguito dell'intervento, mostrano una certa continuità con quelli del palazzo Adami all'interno del quale questa porzione sembra inserirsi. Probabilmente inglobati in questa proprietà, per le caratteristiche descritte sono comunque da leggere quali testimonianze di una più antica costruzione trecentesca, presumibilmente munita di torre, quale è facile immaginare lungo questo asse stradale oltremodo ricco di storia. |
|          | 29       | Casa Manetti                     | Walther Limburger (1910) indica la casa, seppure dubitativamente, come della fine del Quattrocento, legata alle importanti proprietà che i Manetti avevano da questo lato della strada (ai numeri 23-25 e 27). Dalla famiglia Manetti l'immobile passò nel 1777 circa ai Gianfigliazzi, da questi ai Gondi di Firenze e quindi ai Fumagalli, seguendo in questo la sorte avuta anche dagli altri palazzi del casato presenti nella zona. Risultano poi negli anni successivi le proprietà degli Zampalochi e quindi dei de Saint Seigne, fino a che intorno al 1950 l'edificio, che fino ad allora aveva rappresentato una unica unità residenziale, fu frazionato e diviso in appartamenti. Nel periodo in cui fu di proprietà dei Fumagalli ospitò lo storico milanese Cesare Cantù, nel 1841. Al tempo di Luigi Passerini (1853), il "palagio di pietrame" era stato "barbaramente intonacato e tinto di color rosa". Ai primi anni novanta del Novecento si data l'ultimo intervento di restauro documentato. Attualmente si presenta con un prospetto di carattere cinquecentesco, di cinque assi per tre alti piani (con un mezzanino in corrispondenza dei quattro assi interni), con le finestre del piano nobile centinate e incorniciate da bozze di pietra rilevate, ordinate sulla cornice marcapiano. Il portale presenta la stessa incorniciatura a raggiera e, sulla rosta in ferro, mostra le iniziali SS, in riferimento ai de Saint Seigne. Il palazzo appare nell'elenco redatto nel 1901 dalla Direzione Generale delle Antichità e Belle Arti, quale edificio monumentale da considerare patrimonio artistico nazionale. |
|          | 28-30    | Palazzo Adami Lami               | |
|          | 32       | Casa di Francesco Ferrucci       | Una parte dell'edificio, come annotato da Gian Luigi Maffei, mostra sul prospetto dei residui di muratura medievale per due piani oltre il piano terra, con una stesura perfettamente corrispondente a quella propria della tipologia della casa fondaco (come quella in via de' Velluti). Sul fronte è una lapide che la individua come casa natale di Francesco Ferrucci, seppure parte della letteratura consultata tenda a identificare la vera ubicazione della casa laddove è oggi casa Medici, accanto. Evidentemente nell'Ottocento l'edificio ebbe un qualche rapporto con il palazzo Medici Soderini, stando (se bene intendendiamo) a quanto riportato da Federico Fantozzi (1883) che, scrivendo di quest'ultimo e segnalandone l'accesso principale dal lungarno Guicciardini 19-21, annota: "È uno dei principali della città. Un ramo della famiglia Medici, al quale questo palazzo apparteneva, lo ridusse nella presente elegante e comoda forma. Quella porzione che corrisponde nel Fondaccio S. Spirito, e si distingue per venusta architettura e per la porta segnata di n. 2015 comunale avente inoltre un pietrino con l'iscrizione 'Dell'Opera dei Cappellani del Duomo n. XXVIIII' ci mostra la casa ove nacque il 14 agosto 1489 il valoroso e integerrimo Commissario della Repubblica fiorentina nell'assedio del 1529-30 Francesco di Niccolò d'Antonio Ferrucci, che a' 3 di agosto 1530 periva vittima del suo patrio amore per mano del brutale Maramaldo" (Fantozzi 1843). |
|          | 58r      | Palazzetto Medici                | Erano qui in antico due edifici di età medievale, probabilmente già riunificati nel Quattrocento, comunque a più riprese modificati fino ad una sostanziale trasformazione dell'intera fabbrica nella seconda metà del Seicento, "nella maniera di Gherardo Silvani". Attualmente, recuperato e restaurato, il palazzo si presenta come una delle più importanti presenze della via, sviluppato su tre piani, con il terreno segnato al centro da un portale ad arco inquadrato da due semicolonne che reggono, tramite mensole, un balcone balaustrato in pietra serena. Ai lati del portone sono due finestre inginocchiate con timpano triangolare. Il finestrone che si apre sul balcone mostra uno scudo con l'arme dei Medici. Il piano terreno ospita attualmente il laboratorio e il negozio della stilista di bigiotteria d'alta moda Angela Caputi. |
|          | 34       | Casa                             | Si tratta di un edificio modesto, con il fronte organizzato su tre piani per due assi, con il portone decentrato a destra, ad arco e con cornice di pietrame, a ricordarne l'antica fondazione. Presumibilmente l'immobile ha nel tempo fatto parte delle proprietà Medici e quindi Schneiderff. |
|          | 31-39    | Palazzo Rinuccini                | Questo grande palazzo è nato dall'unione di più edifici, con un'unica facciata realizzata nella prima metà del XVIII secolo. Al numero 39 si trovava un palazzo dei primi del Seicento progettato dal Cigoli, già dei Soderini e confiscato da Cosimo I de' Medici dopo i fattacci legati a Lorenzino de' Medici; venne rinnovato nel 1733-1744 da Pietro Paolo Giovannozzi, che disegnò la nuova scala. All'angolo con via Maffia si trova invece il nucleo originario delle case dei Rinuccini, estese poi verso via de' Serragli. Verso il 1753 l'architetto Giulio Mannaioni progettò la ristrutturazione dei vari edifici in un unico, enorme palazzo. Nel XIX secolo scomparve l'ultimo erede maschio dei Rinuccini e il palazzo venne diviso tra più parenti. Gli eredi di Eleonora Rinuccini, sposata con Neri dei Principi Corsini, hanno venduto, nel 1888, il palazzo al cav. ing. John Elliott che ne utilizzò parte come residenza personale e parte per affitti. Il figlio ing. Edward Elliott vendette al Comune di Firenze nell'anno 1919 con l'espresso vincolo che ne venisse ricavata una scuola (R. scuola industriale femminile). In seguito ha ospitato l'Istituto professionale Lucrezia Tornabuoni. Dopo una ristrutturazione del 2003, accoglie oggi il Liceo “Niccolò Machiavelli”, con gli indirizzi Classico, Scienze Umane e Scienze Umane con opzione Economico-Sociale. |
|          | 41       | Palazzo Pecori                   | Un ultimo palazzo su via de' Serragli apparteneva ai Pecori (dei quali resta l'arme all'angolo, opera di Giovan Battista Foggini). Venne ristrutturato alla fine del Seicento da Pier Francesco Silvani e venne unito al complesso di palazzo Rinuccini nel primo Ottocento. L'arme dei Pecori ricorre anche sul portone d'ingresso di via Santo Spirito, questa volta scolpita in marmo nella versione concessa a Francesco Maria Pecori dall'imperatore Giuseppe I (all'aquila bicipite coronata, spiegante le ali al di sopra di una pecora coricata rivolta sul terreno e brucante una pannocchia di saggina; il tutto sormontato da due fulmini, uscenti da una nuvola posta nel punto del capo e da un breve, caricato del motto 'Caesaris est') e recante un cartiglio con iscrizione e la data 1727. |

### Tabernacoli

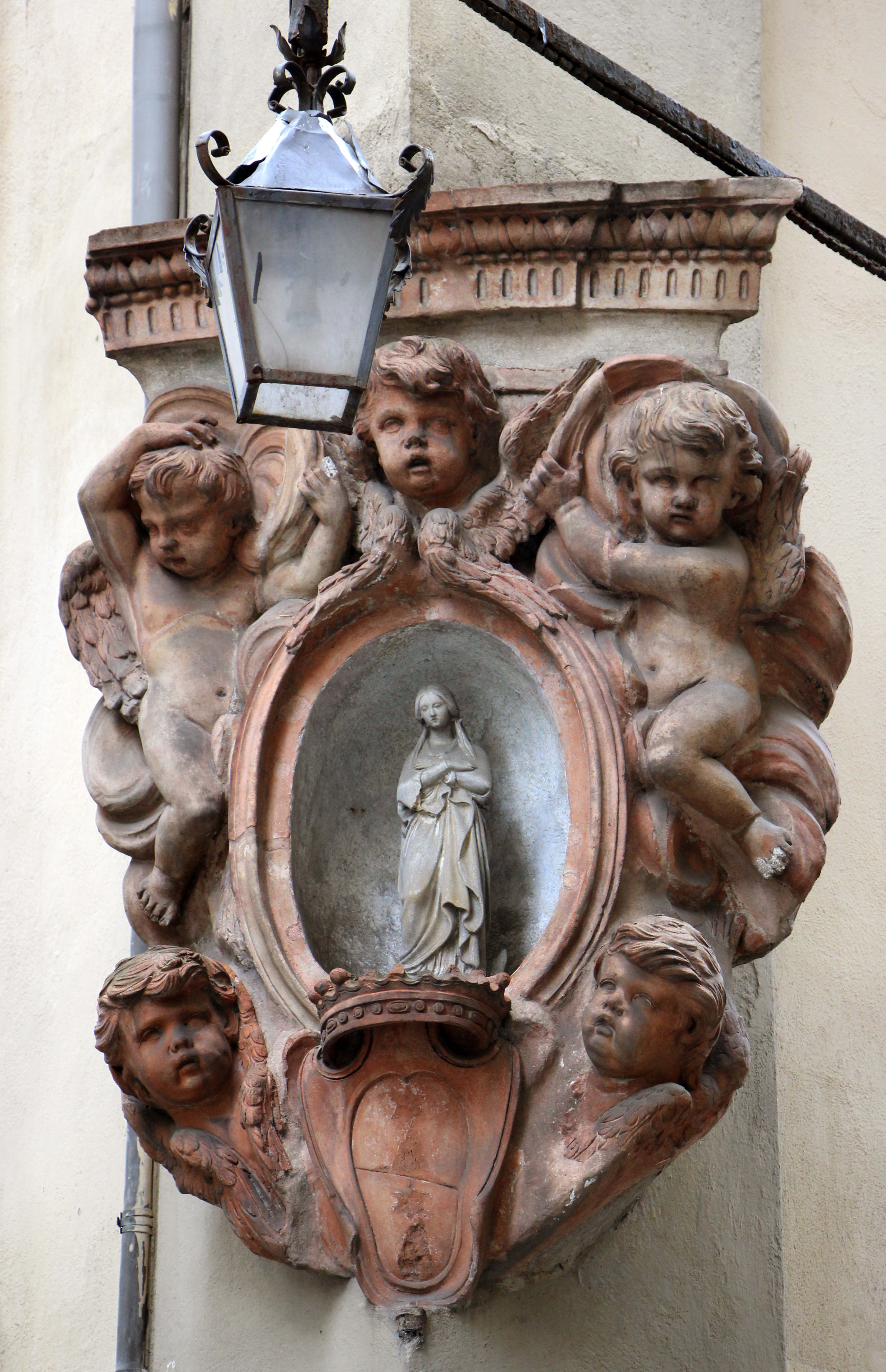
Tabernacolo sulla cantonata di via del Presto di San Martino

Sulla cantonata di palazzo Venturi Magalotti con via del Presto di San Martino è un tabernacolo con lanterna costituito da una notevole cornice con angeli in terracotta, databile al XVII secolo, nella cui nicchia è ora conservata una modesta Madonnina di fattura novecentesca. Nella parte inferiore del tabernacolo, quale parte integrante della cornice di terracotta, è uno scudo con l'arme (scalpellata ma ancora leggibile grazie ai profili del disegno) della famiglia Michelozzi (trinciato d'argento e di rosso, a due monti di sei cime dell'uno nell'altro, ciascuno cimato da una stella a otto punte dello stesso). Il tabernacolo risulta restaurato nel 1998 da Daniela Valentini per le cure del Seroptimist Club di Firenze, in memoria di Luisa Becherucci.

### Lapidi
Nell'androne di palazzo Machiavelli al numero civico 7 una la lapide ricorda i restauri del 1863, sotto una nicchia con busto in gesso raffigurante Filippo Brunelleschi:
| QUESTE CASE GIÀ DE MACHIAVELLI IL CAVALIER ANTONIO FALARDEAU RESTAURAVA NEL MDCCCLXIII |

Al n. 32 una lapide ricorda la casa di Francesco Ferrucci:
| FRANCESCO FERRUCCI NACQUE IN QUESTA CASA IL DI XIV. AGOSTO MCCCCLXXXVIIII. MORÌ DA FORTE A GAVINANA IL DI III. AGOSTO MDXXX. E CON LUI CADDE LA LIBERTÀ FIORENTINA |

Nell'androne del palazzetto Medici si trova, sotto un doppio stemma Medici-Firidolfi, una lapide del 1759 metà in italiano e metà in latino:
| QVESTA FABBRICA DAI FONDAMENTI AL TETTO AERE PROPRIO EXTRVENDAM CVRAVIT OTTAVIANO GIVSEPPE DE MEDICI BALI DEL DELFINATO NECESSITATE COACTVS NEL ANNO 1759 A SEMPITERNA RICORDANZA |

La traduzione e adattamento in italiano corrente è: «Questa fabbrica dalle fondazioni al tetto a proprie spese ne curò la [ri-]costruzione Ottaviano Giuseppe de' Medici, balì del Delfinato, costretto dalla necessità, nell'anno 1759, a perpetua memoria [pose questa lapide]».
Presso il 39, su palazzo Rinuccini, un lapide ricorda il cantante Odoardo Spadaro (omaggioato anche in una lapide in piazza del Giglio):
| QUI NACQUE IL 16 GENNAIO 1893 ODOARDO SPADARO ATTORE, CANTAUTORE E AUTORE DELLA CELEBRE "LA PORTI UN BACIONE A FIRENZE" IL COMUNE POSE NELL'ANNO 2020 |

## Note

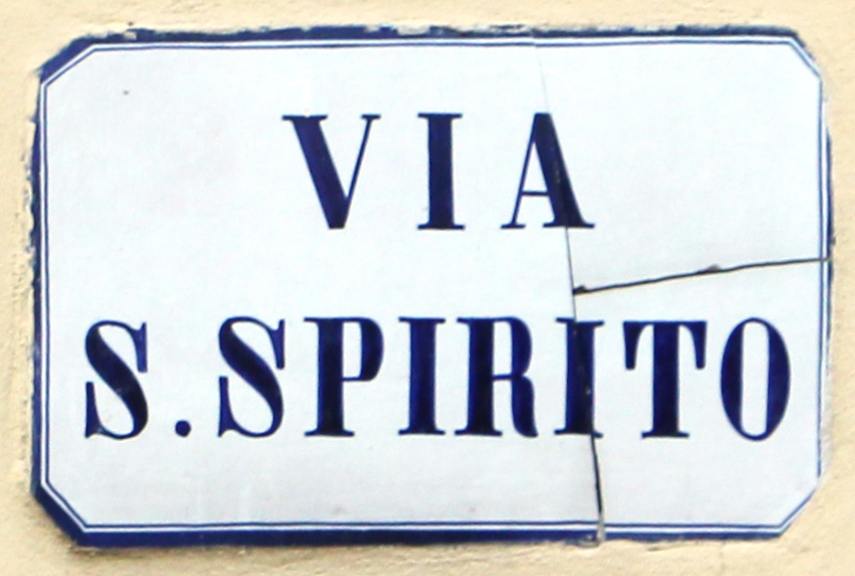
Palacca col nome della strada